# Serrone
Serrone is een gemeente in de Italiaanse provincie Frosinone (regio Latium) en telt 2958 inwoners (31-12-2004). De oppervlakte bedraagt 15,4 km², de bevolkingsdichtheid is 196 inwoners per km².

## Demografie
Serrone telt ongeveer 1159 huishoudens. Het aantal inwoners steeg in de periode 1991-2001 met 1,9% volgens cijfers uit de tienjaarlijkse volkstellingen van ISTAT.
| Jaar | Inwoneraantal |
| ---- | ------------- |
| 1991 | 2887          |
| 2001 | 2943          |

## Geografie
De gemeente ligt op ongeveer 738 m boven zeeniveau.
Serrone grenst aan de volgende gemeenten: Arcinazzo Romano (RM), Olevano Romano (RM), Paliano, Piglio, Roiate (RM).